# Далбек, Бобби
Роберт Вернон Далбек (англ. Robert Vernon Dalbec, 29 июня 1995, Сиэтл, Вашингтон) — американский бейсболист, инфилдер клуба Главной лиги бейсбола «Бостон Ред Сокс».

## Карьера
Бобби родился 29 июня 1995 года в Сиэтле. Он старший из двух детей в семье Тим и Лиз Далбек. Старшую школу он окончил в Паркере в штате Колорадо. Во время учёбы он два года играл за школьную баскетбольную команду, был капитаном бейсбольной команды. В 2012 году Далбека признали лучшим отбивающим Континентальной лиги, в 2013 году газета Denver Post включила его в состав сборной звёзд штата. После окончания школы он поступил в Аризонский университет.
С 2014 по 2016 год Далбек выступал за команду Аризонского университета на позициях игрока третьей базы и питчера. После окончания сезона 2015 года он занимал шестое место в рейтинге самых перспективных молодых игроков по версии журнала Baseball America. В сезоне 2016 года он вместе с командой дошёл до финала студенческой Мировой серии. На драфте Главной лиги бейсбола 2016 года Далбек был выбран клубом «Бостон Ред Сокс» в четвёртом раунде.
Профессиональную карьеру Далбек начал в 2016 году в составе клуба «Лоуэлл Спиннерс». Он сыграл в 34 матчах, отбивая с эффективностью 38,6 %. Дважды его признавали Игроком недели в Лиге штатов Нью-Йорк и Пенсильвания. По итогам августа и сентября он был назван лучшим отбивающим в командах младших лиг системы «Ред Сокс». В сезоне 2017 года Далбек выступал за «Гринвилл Драйв», проведя 78 матчей при показателе отбивания 24,6 % с 13 хоум-ранами и 39 RBI. Значительную часть чемпионата ему пришлось пропустить из-за травм. В 2018 году его перевели в состав «Сейлем Ред Сокс». По итогам сезона Далбек занял первые места в лиге по количеству хоум-ранов, RBI, экстра-бейс-хитов, показателям SLG и OPS. Он был признан Самым ценным игроком Каролинской лиги. Журнал Baseball America поставил его на пятое место среди лучших проспектов фарм-системы «Ред Сокс».
В сезоне 2019 года Далбек выступал за «Портленд Си Догз» и «Потакет Ред Сокс». Его показатель отбивания по итогам сезона составил 23,9 %, он выбил 27 хоум-ранов. Доля получаемых им страйкаутов снизилась с 32 % до 25 %. Осенью он в составе сборной США принял участие в матчах турнира WBSC Премьер-12. Тридцатого августа 2020 года он дебютировал за «Ред Сокс» в Главной лиге бейсбола. До конца регулярного чемпионата Далбек принял участие в 19 матчах, отбивая с показателем 26,3 % с восемью хоум-ранами. По ходу сезона он провёл серию из пяти матчей подряд с выбитыми хоум-ранами. В октябре журнал Baseball America назвал его Новичком года в составе «Бостона».